# Tournecoupe
Tournecoupe település Franciaországban, Gers megyében. Lakosainak száma 262 fő (2022. január 1.). Tournecoupe Avezan, Bivès, Estramiac, Gaudonville, Pessoulens és Saint-Léonard községekkel határos.

## Népesség
A település népessége az elmúlt években az alábbi módon változott:
| Lakosok száma | 439  | 349  | 276  | 279  | 277  | 270  | 263  | 260  | 260  | 262  |
|               | 1968 | 1982 | 1990 | 2006 | 2013 | 2015 | 2017 | 2019 | 2020 | 2022 |